# 小山清
小山 清（こやま きよし、1911年（明治44年）10月4日 - 1965年（昭和40年）3月6日）は、日本の小説家。
太宰治の門人としても知られる。

## 人物
東京府東京市浅草区新吉原（現在の東京都台東区千束）の廓内に生まれる。生家は兼東楼という貸座敷業を営んでいたが、盲目の父は家業に関係せず義太夫を謡っていた。
府立三中を経て、明治学院中等部卒業。18歳のとき人生への煩悶から洗礼を受けるも、数年で脱会。母の死後、一家離散の憂き目を見る。島崎藤村の世話で日本ペンクラブ初代書記になるも、公金を使い込み、水戸刑務所に8ヶ月間服役する。出所後、下谷竜泉寺町界隈で新聞配達をしていたが、1940年に太宰治の門人となる。太宰が戦時中に疎開している時期、太宰宅の留守を預かる。
第二次世界大戦後まもなくは炭坑夫として夕張の炭坑で働き、2年足らずを過ごす。この時期に太宰が死去し、後年の『風雪』(1950年7月号)に追悼文として、「風貌」を寄稿する（『開運!なんでも鑑定団』〈2024年9月3日放送分〉でその作品に記されていた、太宰作品の愛好者の"S君"の娘と結婚した相手の父親が、太宰の自筆の葉書を依頼品として出演した）。
同じ頃から太宰に預けていた原稿が売れるようになり、作家となる。1952年に『文學界』に発表した「小さな町」や『新潮』発表の「落穂拾ひ」など、一連の清純な私小説で作家としての地位を確立。1951年に「安い頭」が第26回芥川賞候補に、1952年に「小さな町」が第27回芥川賞候補に、1953年「をぢさんの話」が第30回芥川賞候補にあげられた。
1952年、亀井勝一郎夫妻を仲人にして、18歳下の関房子と結婚。1953年に長女美穂、1955年に長男穂太郎が誕生。
1956年、同人誌「木靴」を創刊。題はシャルル＝ルイ・フィリップの言葉に因んだもので、後に芥川賞を受賞する弟子の宮原昭夫などが同人として参加した。
1958年、心臓障害による脳血栓から失語症となる。以後は妻の稼ぎに依存しつつ生活保護を受けて暮らしたが、1962年4月13日、生活の困窮からノイローゼ気味であった妻が、練馬区の雑木林で睡眠薬ブロバリンを服用して自殺。
リハビリを行いながら執筆活動を続け、1965年『新潮』5月号に掲載された「老人と孤独な娘」が絶筆となった。同年3月6日、急性心不全で死去。53歳没。
長男は、東京藝術大学美術学部絵画科教授の小山穂太郎。

## 著書
- 『落穂拾ひ』（筑摩書房） 1953

「わが師への書」「聖アンデルセン」「落穂拾ひ」「夕張の宿」「朴歯の下駄」「安い頭」「桜林」
- 『小さな町』（筑摩書房） 1954

「小さな町」「をぢさんの話」「西郷さん」「離合」「彼女」「よきサマリア人」「道連れ」「雪の宿」「與五さんと太郎さん」「夕張の春」
- 『犬の生活』（筑摩書房） 1955

「犬の生活」「早春」「前途なほ」「西隣塾記」「生ひ立ちの記」「遁走」「その人」「メフィスト」
- 『幸福論』（筑摩書房） 1955
- 『落穂拾ひ / 聖アンデルセン』（新潮文庫） 1955、復刊 1994
- 『落穂拾ひ 他六篇』（角川文庫） 1957
- 『日日の麺麭』（筑摩書房） 1958

「スペエドの兵士」「麻雀」「ゴタ派」「啓吉」「紙幣の話」「ある靴屋の話」「紅いサンダル」「クラ爺や」「捨吉」「日日の麺麭」「聖家族」「旅上」「浅草」「痼疾」「栞」「風貌」
- 『二人の友』（審美社） 1965
- 『小山清全集』全1巻（筑摩書房） 1969
  - 『小山清全集』増補新装版・全1巻（筑摩書房） 1999
- 『落穂拾い / 雪の宿』（旺文社文庫） 1975
- 『風貌 - 太宰治のこと』（津軽書房） 1997
- 『日日の麺麭 / 風貌 小山清作品集』（川西政明解説、講談社文芸文庫） 2005、新版 2014
- 『小さな町』（堀江敏幸解説、みすず書房、大人の本棚） 2006
- 『落穂拾い / 犬の生活』（三上延解説、ちくま文庫） 2013
- 『風の便り』（夏葉社） 2021
- 『小さな町 / 日日の麺麭』（ちくま文庫） 2023

### 編纂
- 『太宰治の手紙』（編、木馬社） 1952
  - 改題新版『太宰治の手紙 返事は必ず必ず要りません』（河出文庫） 2018
- 『太宰治集』（編、河出書房、市民文庫） 1953
- 『太宰治研究』（編、筑摩書房） 1956
- 『太宰治 近代作家研究アルバム』（編、筑摩書房） 1964

## 伝記
- 『評伝小山清』（田中良彦、朝文社） 2008
- 『青い波がくずれる 田中英光 / 小山清 / 太宰治』（戸石泰一、本の泉社） 2020